# Alexandru Penciu
Alexandru Penciu (n. 1 noiembrie 1932, București, România – d. 12 august 2023, Belluno, Veneto, Italia) a fost un jucător și antrenor român de rugby, care a jucat pe postul de fundaș și pe postul de centru. Este considerat unul dintre cei mai buni rugbiști din România.

## Carieră
Sportivul și-a început cariera după cel de-Al Doilea Război Mondial la Petrolul București în 1947. În același an, a trecut la PPT. În 1952 s-a transferat la CCA (ulterior denumită Steaua București). A ajutat clubul să câștige cinci titluri naționale și patru Cupe ale României.
În 1969, s-a stabilit în Italia unde a fost antrenor-jucător la clubul de divizie A, Rovigo. A marcat cele mai multe puncte în divizie A în 1970-1971 (104 puncte) și 1971-1972 (124 puncte). Penciu s-a retras ca jucător, în 1973, la vârsta de 40 de ani.
Alexandru Penciu a fost convocat de 37 de ori la echipa națională până în 1967. După un turneu în Marea Britanie în 1954, presa britanică l-a denumit „Alexandru cel Mare”. În anii 1960 a participat la seria de patru meciuri fără infrângere în fața echipei Franței. Pe 5 iunie 1960, la București, România a câștigat cu 11-5. Penciu a marcat opt puncte, două dropgoluri și o transformare. În următoarele meciuri cu Franța (5-5, 3-0, 6-6) a contribuit, de asemenea, cu puncte importante.
După ce s-a retras ca jucător, a fost antrenor în Italia și Franța. A fost decorat cu Ordinul „Steaua Republicii Populare Romîne” clasa a V-a (1962) și Ordinul Muncii clasa a III-a (1963).
Alexandru Penciu a murit pe 11 august 2023 în Italia, la vârsta de 90 de ani.

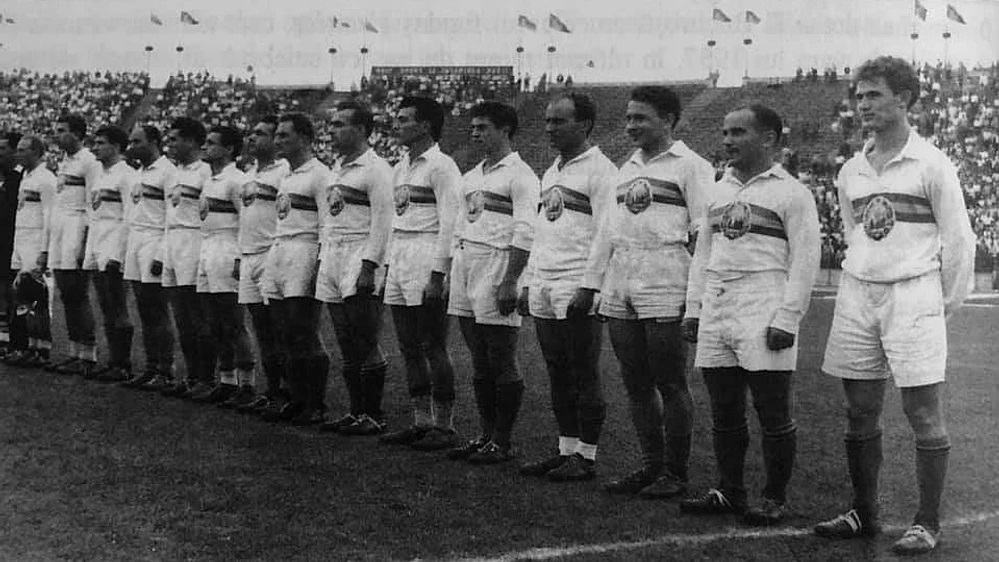
Înainte de meci cu Franța (1960, Penciu este al treilea din dreapta)
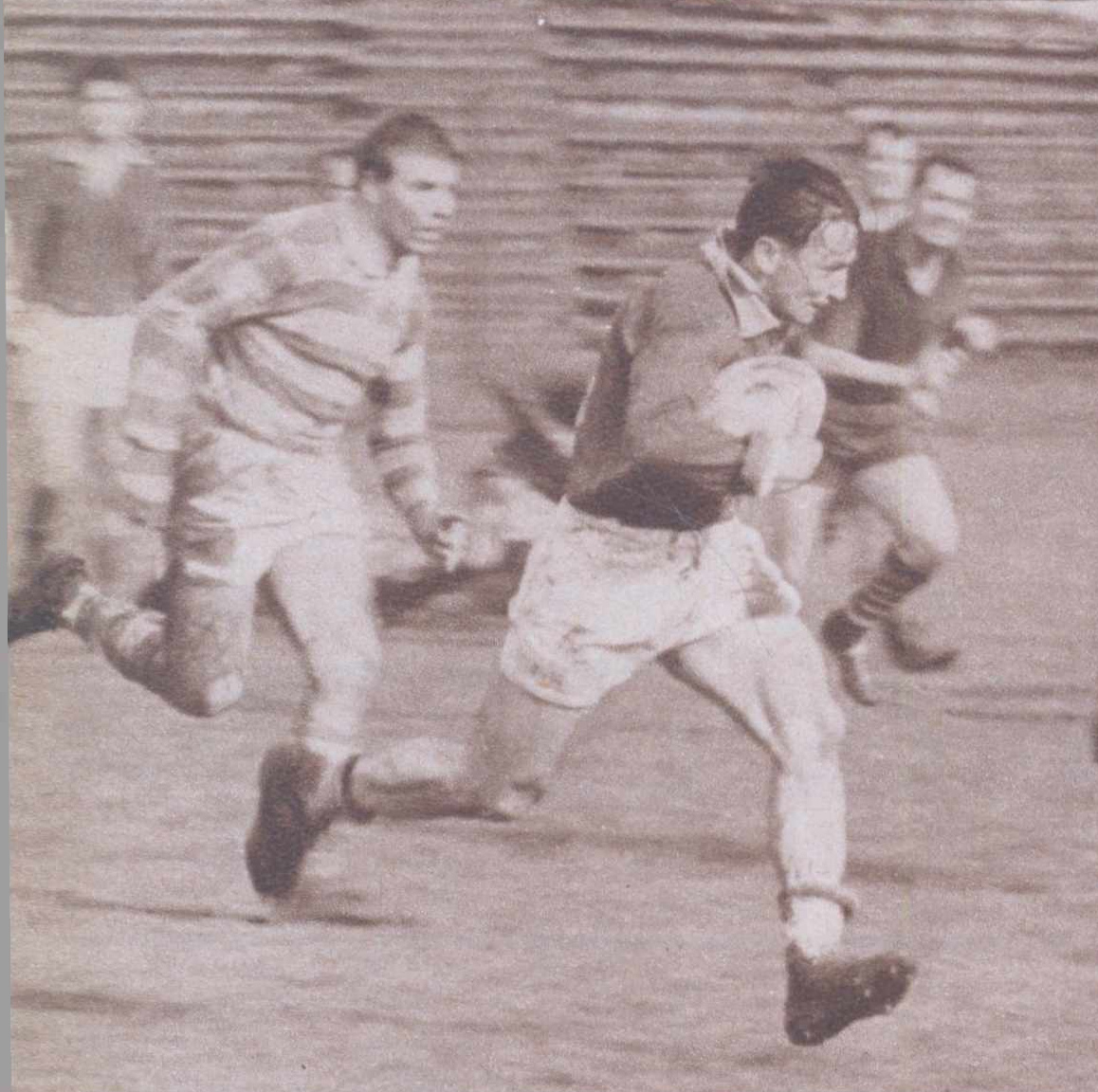
Alexandru Penciu în 1963
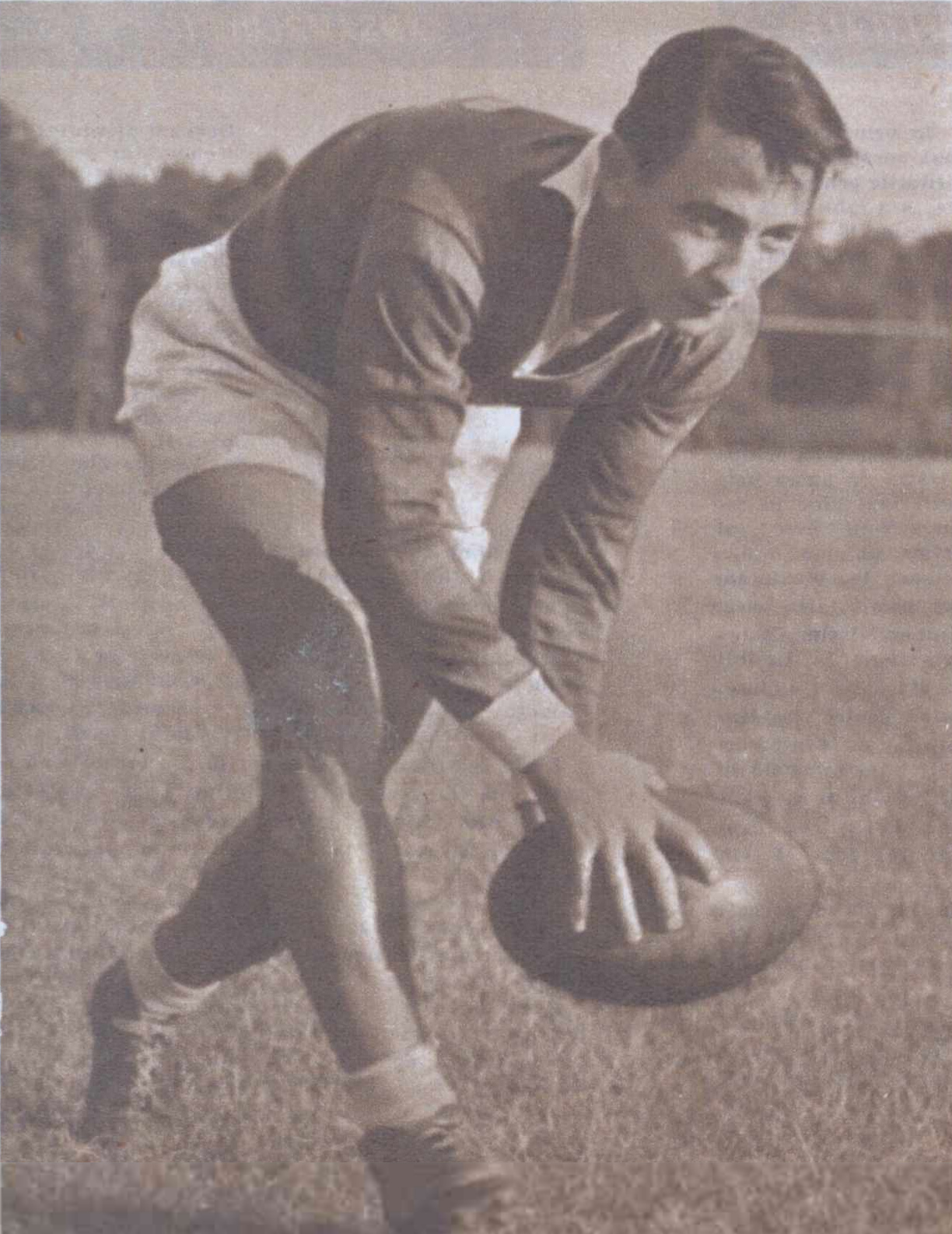
în 1965

## Distincții
- Ordinul „Steaua Republicii Populare Romîne” clasa a V-a (3 septembrie 1962) „pentru contribuția adusă la dezvoltarea mișcării de cultură fizică și sport în Forțele Armate ale Republicii Populare Romîne, cît și pe plan național”[8]
- Ordinul Muncii clasa a III-a (15 februarie 1963) „pentru victoriile obținute în anul 1962 pe plan internațional în întrecerile de rugbi și sporturi nautice”[9]

## Legături externe
- Materiale media legate de Alexandru Penciu la Wikimedia Commons
- Alexandru cel Mare, Federația Română de Rugby, 30 decembrie 2009